# Sankt Charalambos kyrka, Protaras
Sankt Charalambos kyrka är en cypriotisk-ortodox kyrkobyggnad belägen i turistorten Protaras i staden Paralimni i Famagusta distrikt, på Cypern.
Kyrkan är helgad åt den helige prästen Charalambos.

## Bilder

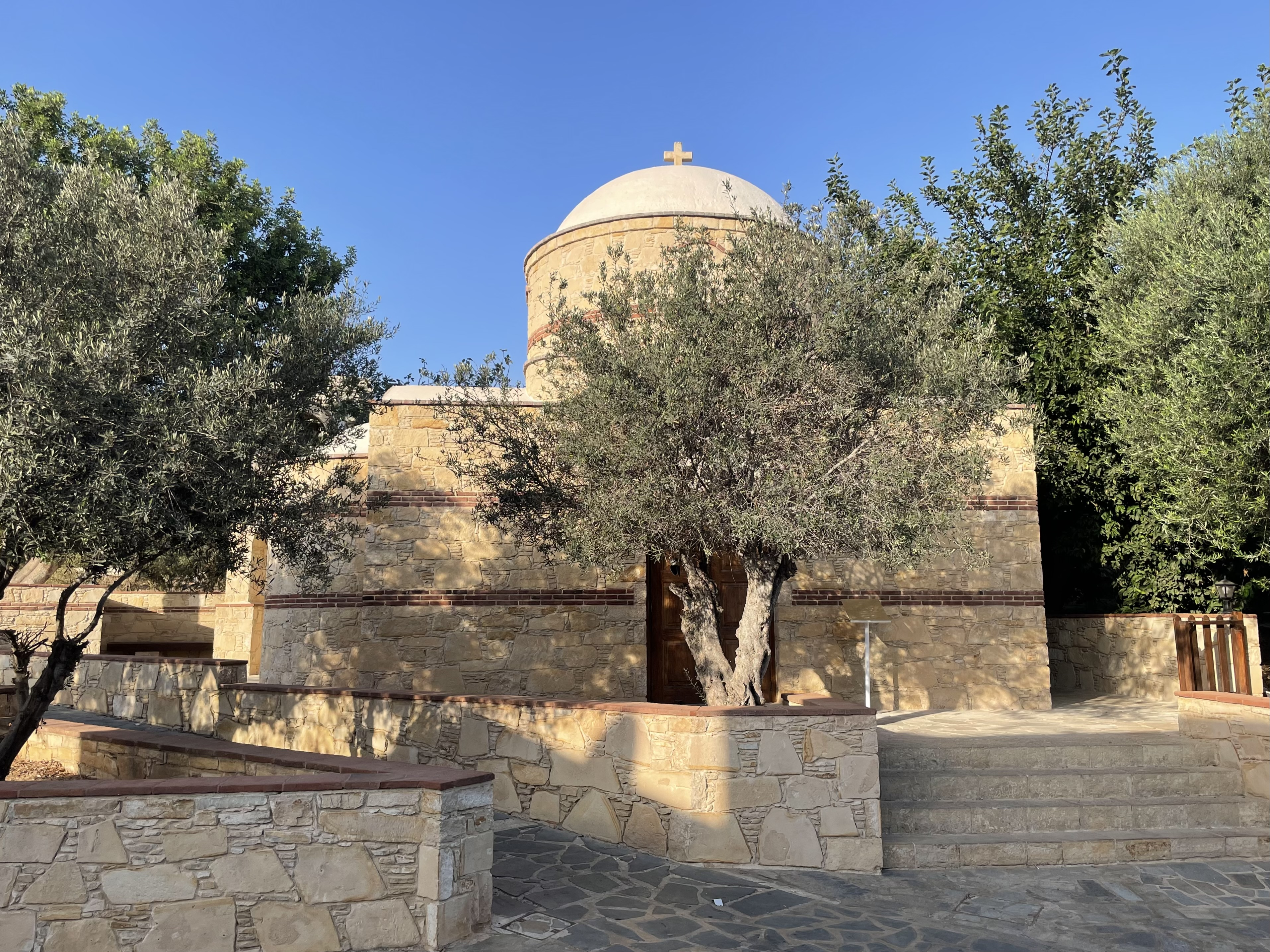
Kyrkan från sidan.
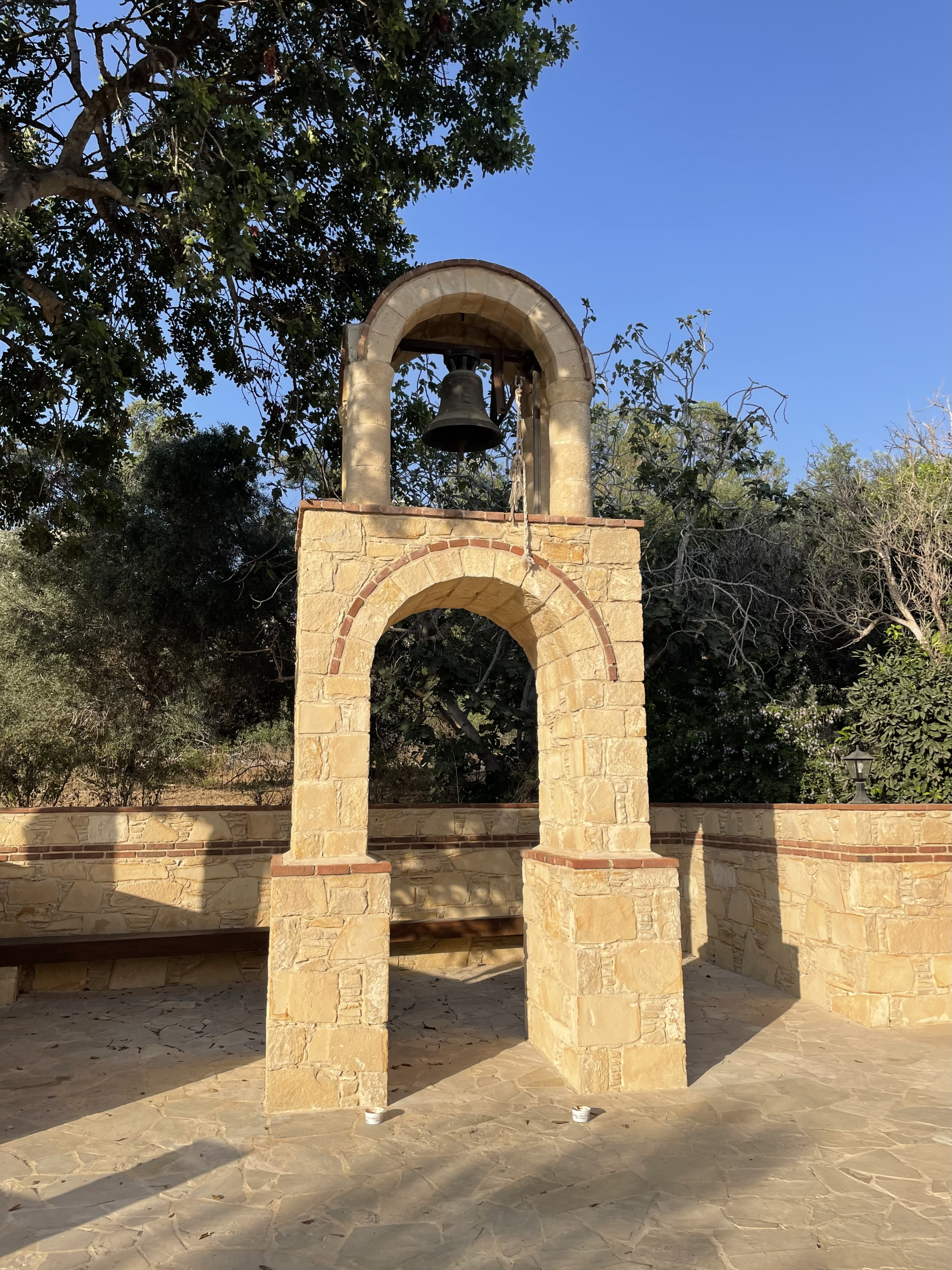
Klockstapeln.
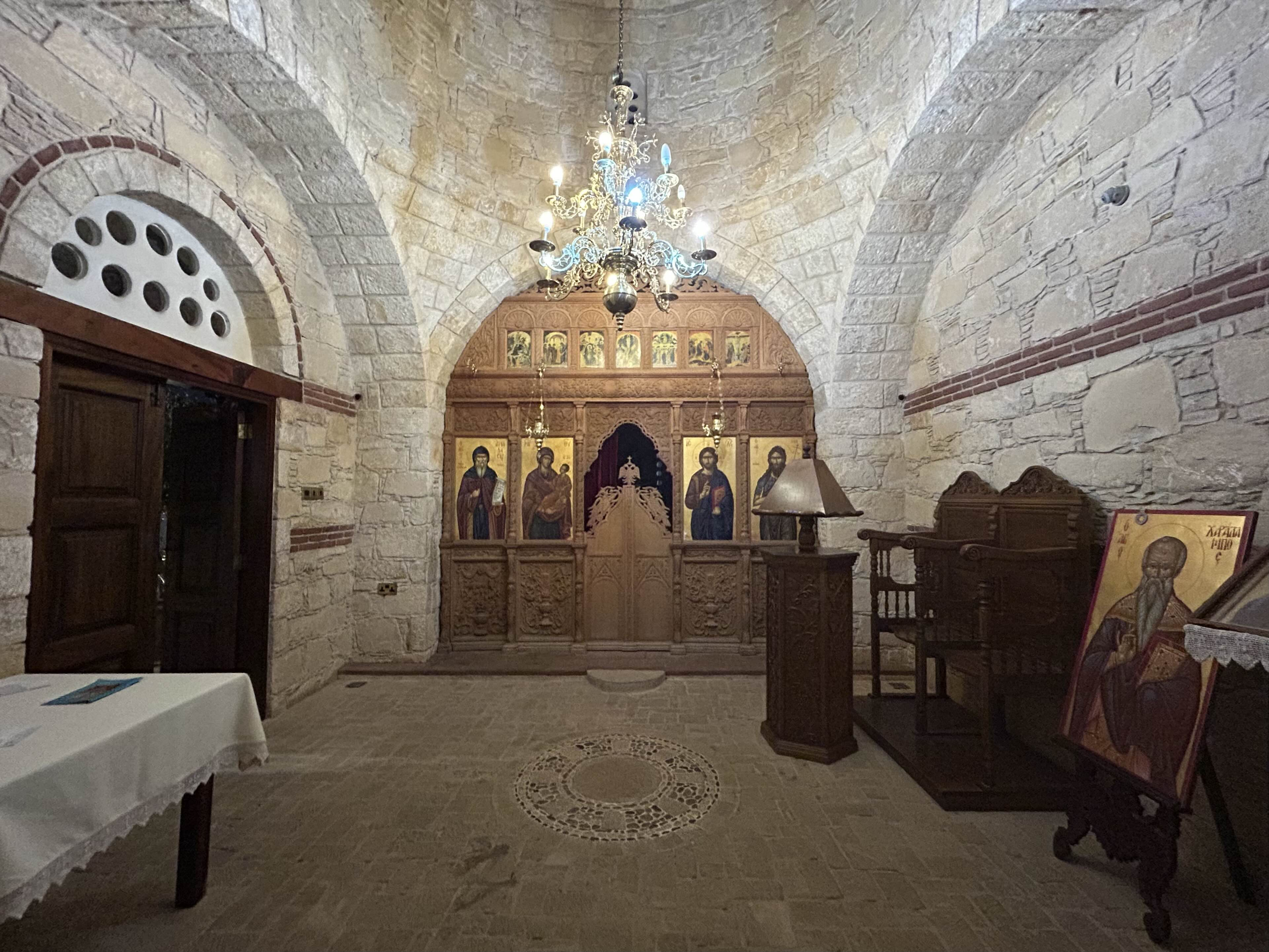
Kyrkans interiör mot ikonostasen.
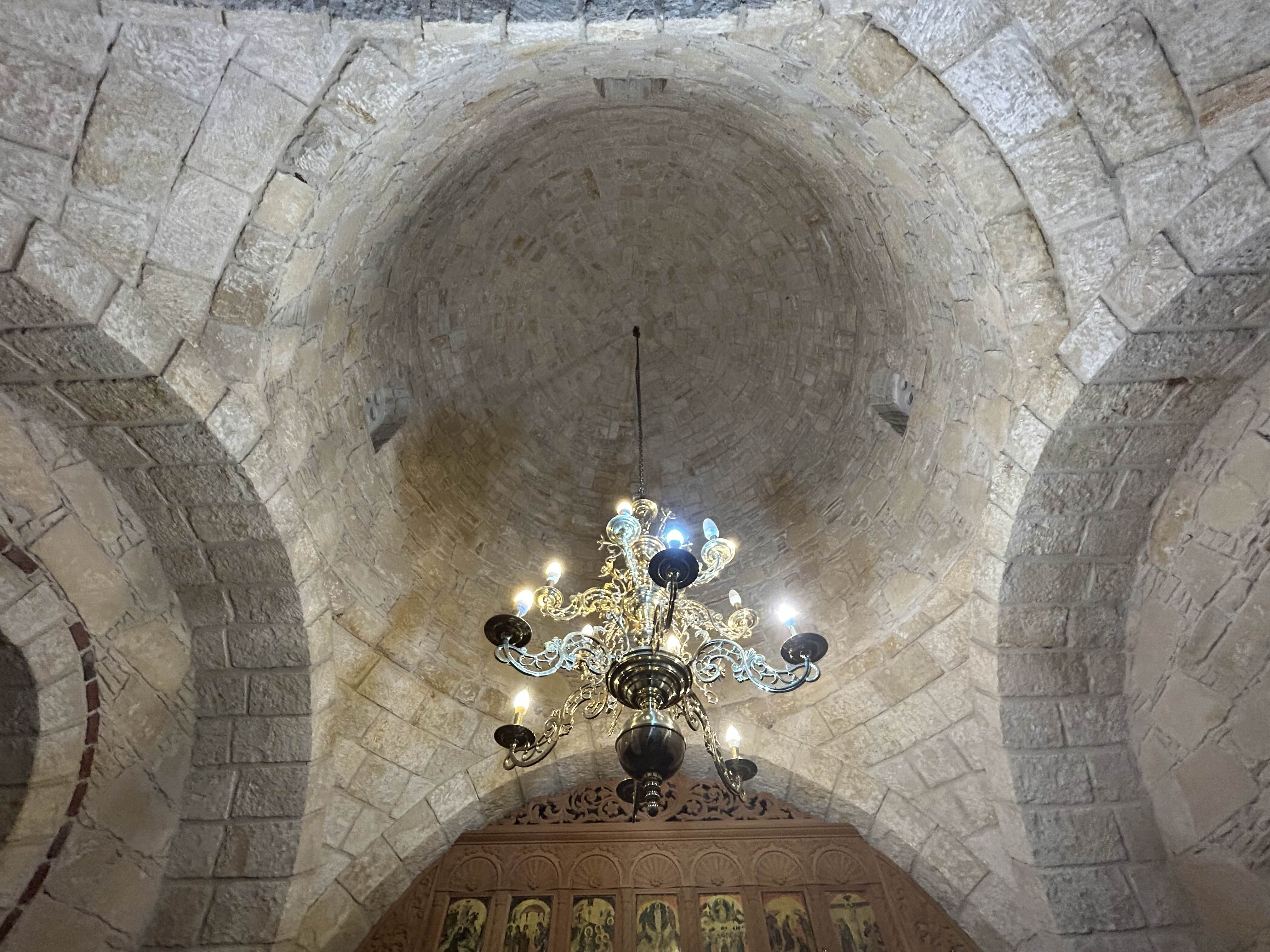
Taket.
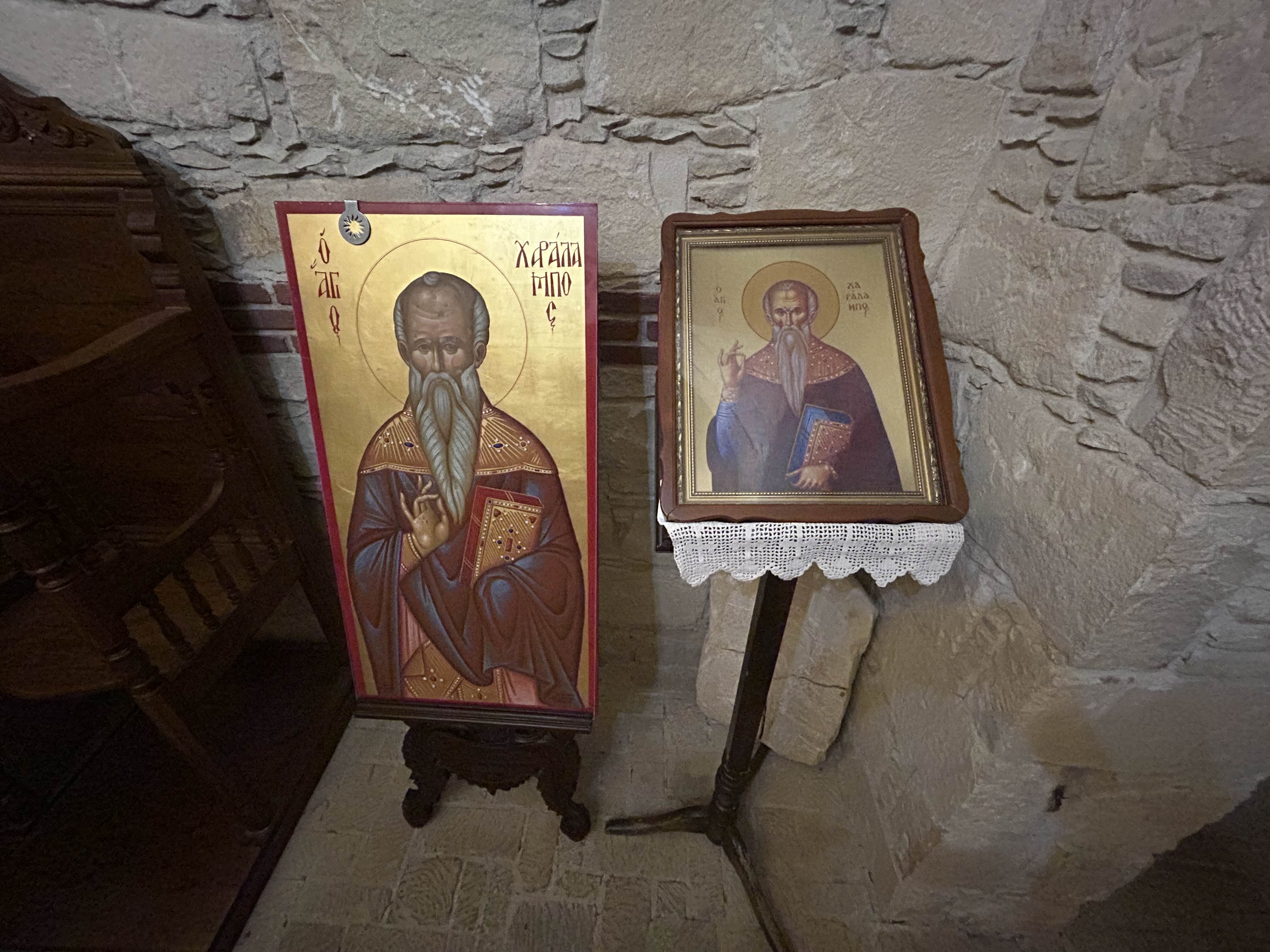
Ikoner föreställande Charalambos.
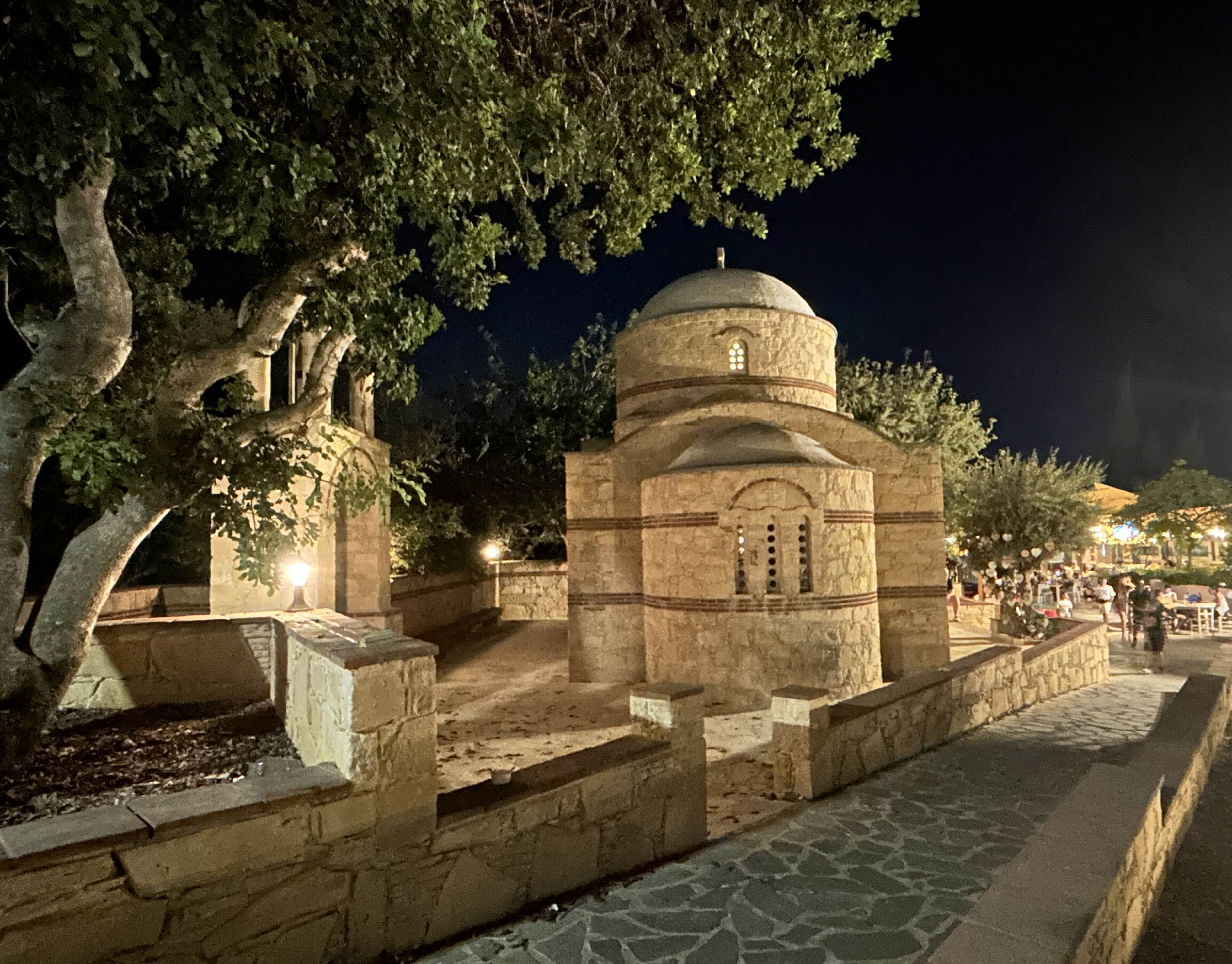
Kyrkan under nattetid.